# Санта-Мария-де-ла-Пас (муниципалитет)
Санта-Мария-де-ла-Пас (исп. Santa María de la Paz) — населённый пункт и муниципалитет в Мексике, входит в штат Сакатекас. Население 2601 человек.

## История
Город основан в 2005 году .